# Berndt Mosblech
Berndt Mosblech (* 1. September 1950 in Duisburg; † 28. November 2021) war ein deutscher Autor und Dichter.

## Leben
Nach Erlangen der mittleren Reife absolvierte Mosblech eine Ausbildung zum Industriekaufmann und arbeitete in einem Stahlkonzern. Später holte er das Abitur nach und war im Anschluss an ein Studium der Germanistik, Philosophie und Theologie in seiner Heimatstadt Duisburg als Lehrer tätig. Er verfasste Lyrik, Prosa sowie Essays und gab 1968 die Literaturzeitschrift sedimente heraus. 1971 war er einer der Gründer der Literarischen Werkstatt Duisburg. Im Rahmen von Lektorats- und Herausgebertätigkeiten für verschiedene Verlage betreute Mosblech seit 1972 fast 70 Buchpublikationen vornehmlich junger Autoren.
Nach einem schweren Autounfall 1986 während eines Studienaufenthaltes in der Türkei lebte er, nach mehrjährigen langwierigen Krankenhausaufenthalten, in einem Pflegeheim in Duisburg. In den letzten Lebensjahren war er wieder literarisch tätig. Seine Werke erschienen im Verlag Ralf Liebe in Weilerswist.
Karl Krolow schrieb über Berndt Mosblech 1975 in der FAZ: „Mosblechs Texte sind von subversiver Zärtlichkeit. Sie sprechen uns an und ziehen uns in ihren Bann. Schwerelos schweben sie, Zeit und Raum ignorierend. Es ist reine Poesie. Schöner kann lyrische Prosa nicht sein.“

## Auszeichnungen
- 1973: Literaturpreis Künstlerverein Malkasten, Düsseldorf

## Werke (Auswahl)
- Ich erinnere … Lyrische Prosa. Düsseldorf 1973
- Wo enden eigentlich die Schlafgrenzen?. Krefeld 1973
- Gedanken an einen einzigen Sommer. Prosa mit Lithographien von Jean Cocteau. Duisburg 1974
- Die Aufzeichnungen eines Tages im unersättlichen Leben des Morandinus Morandin. Gilles und Francke, Duisburg 1975, ISBN 978-3-921104-13-2
- Ikarus. Erzählung in lyrischen Segmenten. et cetera, Leverkusen 1975, ISBN 978-3-88097-003-8
- Der Tag hat keine Eile, lyrische Prosa. Stuttgart 1976
- Der Wind hat sich gelassen gedreht. Braun, Leverkusen 1976, ISBN 978-3-88097-016-8
- Wir treffen uns bei Rimbaud. Literarischer Verlag Braun, Köln 1978, ISBN 978-3-88097-088-5
- Zwischen Abschied und Wiederbegegnung. Duisburg 1979
- Nephelos. Duisburg 1979
- Als wären 24 Stunden ein Tag …. Ed. prima vista, Gelsenkirchen 1985, ISBN 978-3-924980-01-6
- Türkischer Sommer: Lyrik und Prosa in lyrischen Segmenten. Verlag Ralf Liebe, Weilerswist 2011, ISBN 978-3-941037-67-0
- Ich schreibe, also bin ich: Lyrik und Prosa in lyrischen Segmenten. Verlag Ralf Liebe, Weilerswist 2015, ISBN 978-3-944566-44-3
- Widerworte: Lyrik, Merksätze und Aphorismen. Verlag Ralf Liebe, Weilerswist 2017, ISBN 978-3-944566-74-0